# Sulphide Creek Falls
Die Sulphide Creek Falls sind ein hoher Wasserfall mit mäßig großer Abflussmenge (14,3 m³/ s) im North Cascades National Park im US-Bundesstaat Washington. Der Abfluss des Sulphide Lake stürzt als Wasserfall an der Südostseite des Mount Shuksan bei 48° 47′ 47″ N, 121° 34′ 32″ W durch einen klammartigen Canyon in ein breites Becken. Wegen des engen und gewundenen Verlaufs des Canyons ist der Wasserfall von unterhalb nur außerordentlich schwer zu sehen. Die Fallhöhe liegt zwischen 2.100 ft (640 m) und 2.200 ft (671 m), ist aber bisher nicht exakt vermessen worden. Wer den Fuß des Wasserfalls zu Fuß erreichen will, muss eine Wanderung über 2,5 mi (4 km) abseits von Wegen in Kauf nehmen. Das Gelände ist extrem verbuscht und es sind mehrere potenziell gefährliche Furten durch einen großen Bach in Kauf zu nehmen.

## Weitere Wasserfälle
Ein weiterer Wasserfall, der an der gegenüberliegenden Seite des Tals zu finden ist und sich mit den Sulphide Creek Falls an deren Basis vereinigt, sollte nicht mit den Sulphide Creek Falls verwechselt werden. Dieser andere Fall ist deutlich besser sichtbar, aber nur halb so hoch wie die Sulphide Creek Falls. Er wird gelegentlich Sulphide Valley Falls genannt.
Oberhalb des Sulphide Lake gibt es weitere Kaskaden (1.000 ft (305 m) hoch), inoffiziell als Sulphide Basin Falls bezeichnet, die von den Gletschern Sulphide und Crystal herabstürzen und den Großteil des Wassers liefern, der über die Sulphide Creek Falls abfließt. Diese Kaskaden sollten trotz ihrer geographischen Nähe zu den Sulphide Creek Falls und der Lage am gleichen Zufluss nicht mit diesen verwechselt werden.

## Zugang
Es gibt keinen Trail zu den Sulphide Creek Falls. Der nächstgelegene Wanderweg ist der Baker River Trail, welcher parallel zum Baker River (in den der Sulphide Creek mündet) verläuft. Der Trail quert den Sulphide Creek an seiner Mündung. Von dort aus muss man stromauf durch das breite, felsige Flussbett wandern, welches bis etwa eine Meile (1,6 km) vor den Fuß der Fälle reicht. Mächtige Lawinenkegel verhindern ein Näherkommen.